# BBC Symphony Orchestra

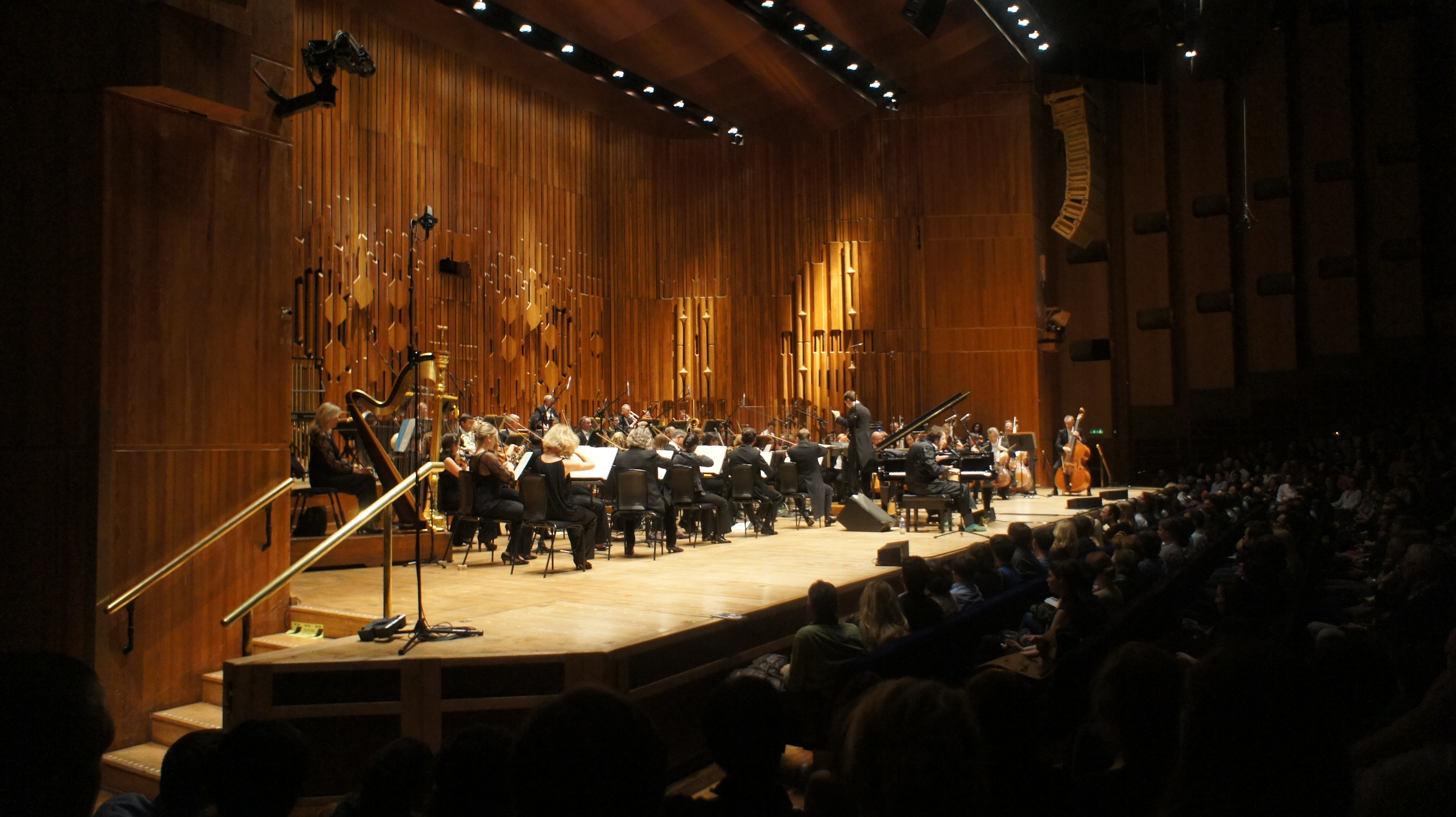
BBC Symphony Orchestra

Het BBC Symphony Orchestra (BBC SO) is het belangrijkste symfonieorkest binnen de BBC en een van de belangrijkste orkesten binnen het Verenigd Koninkrijk. 

## Algemeen
Het orkest is als beroepsorkest gesticht in 1930, met als eerste chef-dirigent Adrian Boult. Als belangrijkste gastdirigent kan Arturo Toscanini worden genoemd. Dit orkest heeft huiscomponisten, onder wie Mark-Anthony Turnage (vanaf 2000) en John Coolidge Adams (vanaf 2003). Vaste gastdirigent was vanaf 2005 de Amerikaan David Robertson, die zijn contract verlengde tot 2011. 
Doordat dot studio-orkest onafhankelijk is van publieksinkomsten maar tot de publieke omroep BBC behoort, kan men opdrachten geven aan componisten en daarvan de premières verzorgen, bijvoorbeeld Earth Dances van Harrison Birtwistle, Riturel in memoriam Bruno Maderna van Pierre Boulez en The protecting Veil van John Tavener. Daarnaast verzorgt het orkest veel concerten bij de beroemde Proms in de Royal Albert Hall in Londen, meestal de opening en sluiting van de serie.

## Andere BBC-orkesten
- BBC Philharmonic Orchestra;
- het BBC National Orchestra of Wales;
- het BBC Scottish Symphony Orchestra en
- het BBC Concert Orchestra.

## Chef-dirigenten
- 1930-1950: Adrian Boult
- 1950-1957: Malcolm Sargent
- 1957-1963: Rudolf Schwarz
- 1963-1967: Antal Doráti
- 1967-1971: Colin Davis
- 1971-1975: Pierre Boulez
- 1976: Rudolf Kempe
- 1978-1981: Gennadi Rozjdestvenski
- 1982-1989: John Pritchard
- 1989-2000: Andrew Davis
- 2000-2004: Leonard Slatkin
- 2006-2013: Jiří Bělohlávek
- 2013-2019: Sakari Oramo
- 2019- : Dalia Stasevska